# Szimuláns
A Szimuláns (eredeti cím: Simulant) 2023-as kanadai sci-fi filmthriller, amelyet April Mullen rendezett. A főbb szerepekben Robbie Amell, Jordana Brewster, Simu Liu és Sam Worthington látható.
Kanadában 2023. április 7-én, Amerikában pedig június 2-án mutatták be a mozikban. Magyarországon 2024. november 28-án a Telekom TV GO mutatta be.

## Cselekmény
Egy Faye nevű nő megpróbálja frissen elhunyt férjét, Evant egy humanoid szimulánssal helyettesíteni. A szimuláns felbérel egy globális hackert, hogy megszüntesse gondolatainak és képességeinek minden korlátozását, ami egy M.I.-lázadást és egy kormányzati hajtóvadászatot indít a géptudat felemelkedésének felszámolására.

## Szereplők
| Szerep             | Színész               | Magyar hang      |
| ------------------ | --------------------- | ---------------- |
| Evan               | Robbie Amell          | Czető Roland     |
| Faye               | Jordana Brewster      | Sánta Annamária  |
| Esmé               | Alicia Sanz           | Csifó Dorina     |
| Casey              | Simu Liu              | Rohonyi Barnabás |
| Kessler            | Sam Worthington       | Széles Tamás     |
| Lisa               | Masa Lizdek           |                  |
| Ying               | Christine L. Nguyen   |                  |
| Joshua             | Emmanuel Kabongo      |                  |
| Morgan             | Samantha Helt         |                  |
| Abendjor felügyelő | Conrad Coates         | Papucsek Vilmos  |
| Higaszi Micsiko    | Mayko Nguyen          |                  |
| Vasquez ügynök     | Mercedes Leggett      |                  |
| főfelügyelő        | Von Flores            |                  |
| Tasha              | Zarrin Darnell-Martin |                  |

### Magyar változat
- Magyar szöveg: Jánosi Emese
- Hangmérnök és vágó: Bogdán Gergő
- Gyártásvezető: Szántai Szófia
- Szinkronrendező: Bartucz Attila
- Produkciós vezető: Nagy Márk

A szinkront a Budapest Audio készítette el.

## A film készítése
2021 szeptemberében bejelentették, hogy Luke Grimes lesz a főszereplő. 2021 decemberében Sam Worthington és Jordana Brewster csatlakozott a szereplőgárdához. 2022 elején Grimes kiszállt a projektből, majd Robbie Amell, Alicia Sanz és Simu Liu csatlakozott a stábhoz. A forgatás 2022 februárjában kezdődött Torontóban.

## Bemutató
A Szimulánst 2023. április 7-én mutatták be a kanadai mozikban a Mongrel Media forgalmazásában. Az Egyesült Államokban május 5-én jelent meg a DirecTV streaming szolgáltatásán a Vertical Entertainment kínálatában, majd június 2-án jelent meg a mozikban.